# Die Sims Mobile
Die Sims Mobile ist eine Lebenssimulation für die Betriebssysteme Android und iOS. Das Spiel basiert dabei auf Die Sims 4 und Die Sims Freispiel.

## Spielprinzip
Wie auch in den anderen Sims-Spielen hat der Spieler die Möglichkeit, seine Sims individuell im Hinblick auf Aussehen und Persönlichkeit zu gestalten, Häuser einzurichten und zu gestalten, Einkäufe zu erledigen, mit anderen Sims zu kommunizieren und freundschaftliche, romantische oder familiäre Beziehungen zu pflegen und sich seiner Karriere und seinen Hobbys und der Freizeitgestaltung zu widmen. In der Stadt gibt es dabei viele Geschichten von unterschiedlichen Charakteren und Geheimnisse zu entdecken. Auf Partys oder in der Stadt können die Spieler im Mehrspieler-Modus anderen Sims begegnen und mit ihnen kommunizieren. Dafür lassen sich Sticker nutzen, um auszudrücken, was man gerade empfindet. Da das Spiel kostenlos ist, wird es durch In-App-Käufe und Werbung finanziert.

## Entwicklung und Veröffentlichung
Erstmals wurde das Spiel am 9. Mai 2017 in einem Trailer-Video angekündigt. Die Erstveröffentlichung fand am 6. März 2018 statt.